# Acrocantosaure
L'acrocantosaure (Acrocanthosaurus atokensis) és una espècie de dinosaure teròpode que visqué a Nord-amèrica durant els estatges Aptià i Albià (Cretaci inferior). Es tracta de l'única espècie coneguda del gènere Acrocanthosaurus. Se n'han descobert restes fòssils principalment als estats d'Oklahoma, Texas i Wyoming (Estats Units), encara que se li han atribuït dents trobades a Maryland, a la costa est, cosa que suggereix que la seva distribució cobria gran part del continent.
Es tractava d'un predador bípede. Com ho suggereix el seu nom, és especialment conegut per les altes apòfisis espinoses que hi havia a una gran part de les seves vèrtebres, que probablement suportaven un pont de músculs que passaven per sobre el coll, l'esquena i el maluc de l'animal. L'acrocantosaure era un dels teròpodes més grossos, assolia una mida de 12 metres de llargada, i un pes de vora 2.400 kg. Unes grans petjades de teròpode descobertes a Texas podrien haver estat produïdes per acrocantosaures, a desgrat que no hi ha una associació directa amb restes esquelètiques.
Els descobriments recents han aclarit molts detalls de la seva anatomia, la qual cosa ha permès estudis especialitzats concentrats en la seva estructura cerebral i en el funcionament de les seves potes anteriors. Tanmateix, hi hagué un llarg debat sobre les seves relacions evolutives; alguns científics el classificaven com a al·losàurid, i altres com a carcarodontosàurid. L'acrocantosaure era el teròpode més gros del seu ecosistema, i era probablement un depredador alfa que potser s'alimentava de sauròpodes i ornitòpodes grossos.

## Descripció

Mida relativa de l'acrocantosaure i un ésser humà

Malgrat ser lleugerament més petit que alguns parents seus gegantins com ara el giganotosaure, l'acrocantosaure fou un dels teròpodes més grossos que han existit mai. L'exemplar més llarg conegut mesurava 11,5 metres del musell a la punta de la cua i s'estima el seu pes a 2.400 quilograms. Només el seu crani ja mesurava gairebé 1,3 metres de llarg.
El crani de l'acrocantosaure, com el de la majoria d'al·losauroïdeus, era llarg, baix i estret. L'obertura reductora del pes situada davant de l'òrbita ocular (la finestra antorbitària) era bastant grossa, representava més d'un quart de la llargada del crani i dos terços de la seva alçada. La superfície exterior del maxil·lar superior i la superfície superior de l'os nasal no tenien ni de bon tros una textura tan aspra com les del giganotosaure o el carcarodontosaures. Dels ossos nasals sortien llargues crestes baixes, que anaven des del nariu de cada banda del musell fins a l'ull, on continuaven fins a l'os lacrimal. Aquest és un tret característic de tots els al·losauroïdeus. A diferència de l'al·losaure, no tenia cap cresta prominent a l'os lacrimal davant de l'ull. Els ossos lacrimals i postorbitari s'unien per a formar una cella gruixuda sobre els ulls, com en els carcarodontosàurids i els abelisàurids (aquests últims, no estan relacionats amb l'acrocantosaure). A cada banda del maxil·lar superior hi havia dinou dents corbades i serrades, però no s'ha publicat cap recompte de dents del maxil·lar inferior. Les dents de l'acrocantosaure eren més amples que les del carcarodontosaure, i no tenien la textura rugosa que caracteritza els carcarodontosàurids. L'os dentari tenia la vora anterior quadrada, com en el giganotosaure, i soma, mentre que la resta de la mandíbula més enrere era molt profunda. L'acrocantosaure i el giganotosaure compartien una gruixuda cresta horitzontal situada a la superfície exterior de l'os surangular del maxil·lar inferior, a sota de l'articulació amb el crani.

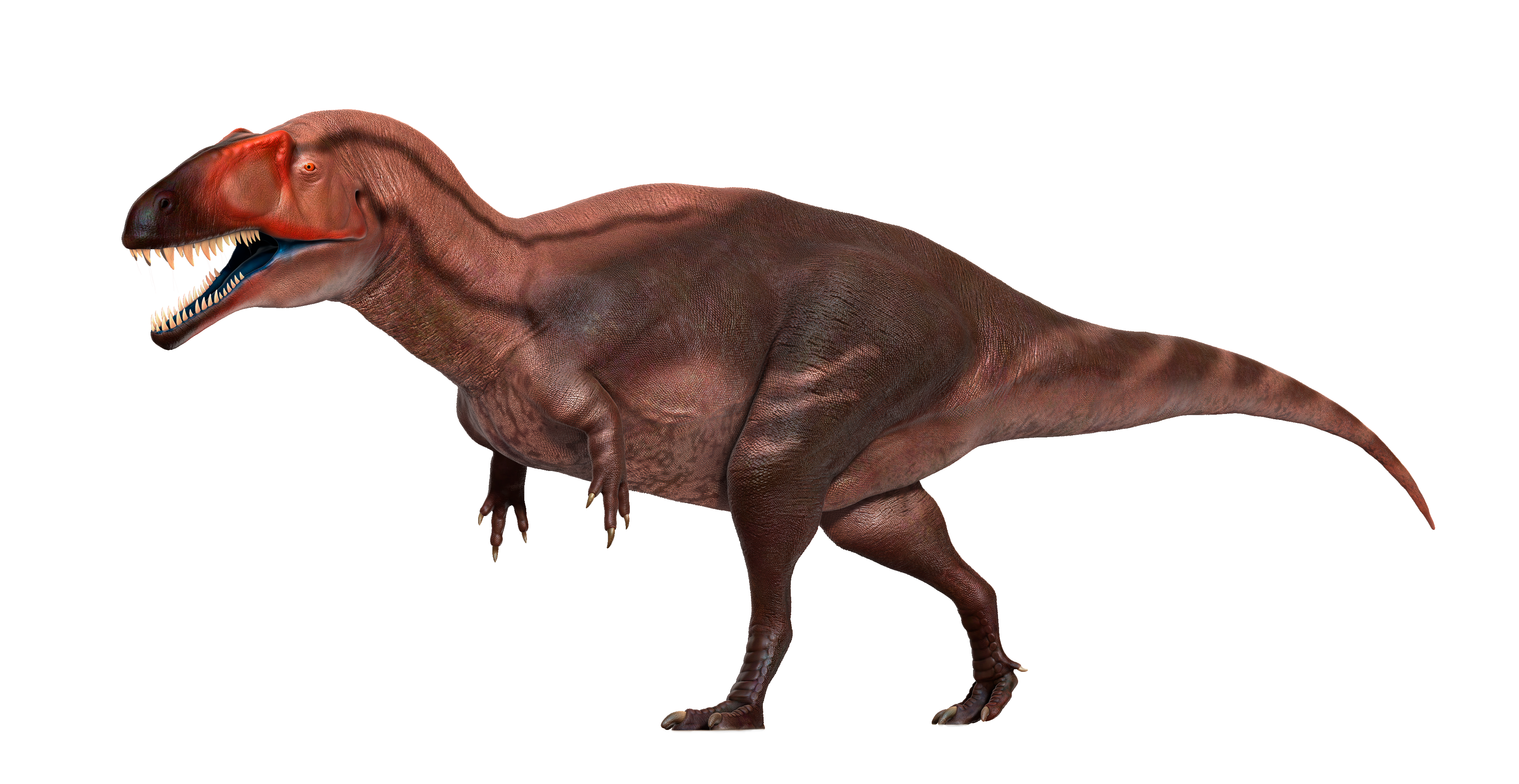
Il·lustració de l'espècie Acrocanthosaurus atokensis.

La característica més destacada de l'acrocantosaure era la seva filera d'altes apòfisis espinoses, situades a les vèrtebres del coll, l'esquena, el maluc i el principi de la cua, que podien ser més de 2,5 vegades més grosses que les vèrtebres de les quals s'estenien. Altres dinosaures també tenien apòfisis altes a l'esquena, a vegades molt més altes que les de l'acrocantosaure. Per exemple, l'espinosaure, una espècie no relacionada, tenia apòfisis de gairebé dos metres d'alçada, unes onze vegades més grosses que el cos de les seves vèrtebres. En lloc de suportar una "vela" de pell com en l'espinosaure, les apòfisis més baixes de l'acrocantosaure tenien ancoratges per músculs potents similars als del bisó modern, formant probablement una cresta alta i gruixuda que s'estenia per la seva esquena. La funció de les apòfisis roman desconeguda, encara que podrien haver tingut un paper en la comunicació, l'emmagatzemament de greixos o el control de la temperatura. Totes les seves vèrtebres cervicals (del coll) i dorsals (de l'esquena) tenien depressions prominents (pleurocels) als costats, mentre que les vèrtebres caudals (de la cua) en tenien de més petites. Aquesta és una característica més similar als carcarodontosàurids que a l'al·losaure.
A part de les vèrtebres, l'acrocantosaure tenia un esquelet típicament al·losauroïdeu. L'acrocantosaure era bípede, amb una llarga cua pesant que feia de contrapès del cap i el cos, mantenint el centre de gravetat sobre el maluc. Les potes anteriors eren relativament més curtes i robustes que les de l'al·losaure, però a part d'això eren similars: cada mà tenia tres dits amb urpes. A diferència de molts dinosaures corredors més petits, el fèmur era més llarg que la tíbia i els metatarsians, indicant que l'acrocantosaure no era un corredor veloç. Cosa no sorprenent, els ossos de les potes posteriors de l'acrocantosaure eren comparativament més robusts que els del seu parent més petit, l'al·losaure. Cada peu tenia quatre dits, per bé que, com és habitual en els teròpodes, el primer era molt més petit que la resta i no tocava a terra.

## Classificació i sistemàtica

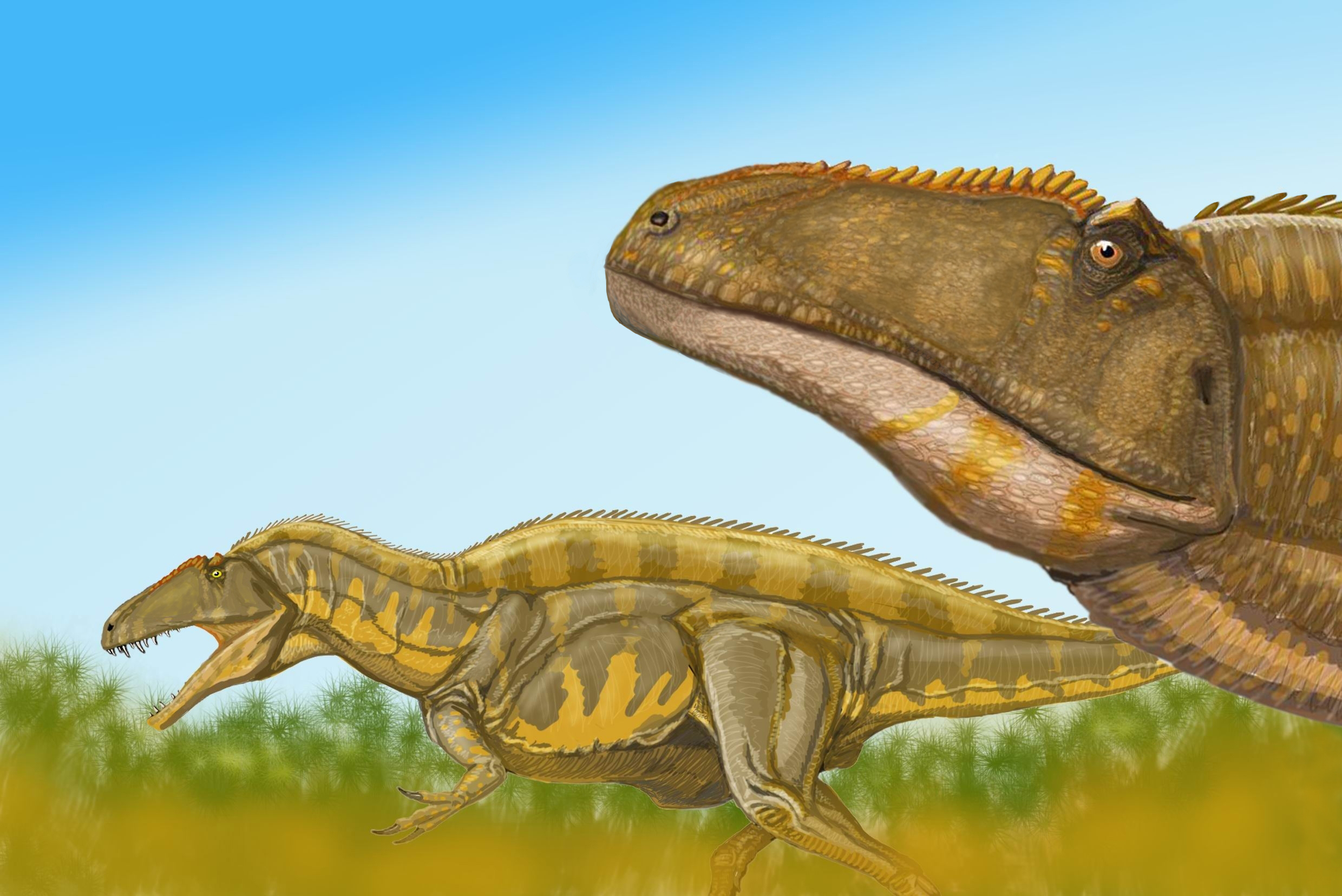
Un parell d'acrocantosaures en moviment

L'acrocantosaure és classificat dins la superfamília dels al·losauroïdeus, al si de l'infraordre dels tetanurs. Aquesta superfamília es caracteritza per crestes dobles als ossos nasal i lacrimal a sobre del musell, així com les altes apòfisis espinoses de les vèrtebres cervicals, entre altres trets. Originalment fou assignat a la família dels al·losàurids juntament amb l'al·losaure, una classificació també defensada per alguns estudis més recents. Altres científics el classifiquen com membre de la família propera dels carcarodontosàurids.
A l'època del seu descobriment, l'acrocantosaure i la majoria d'altres teròpodes grossos eren coneguts només a partir de restes fragmentàries, portant a classificacions molt variables d'aquest gènere. J. Willis Stovall i Wann Langston l'assignaren originalment als antrodèmids, sinònim dels al·losàurid, però el 1956 Alfred Sherwood Romer el reclassificà dins el calaix de sastre taxonòmic dels megalosàurids. Per altres autoritats, les llargues apòfisis de les vèrtebres suggerien una relació amb l'espinosaure. Aquesta interpretació de l'acrocantosaure com un espinosàurid persistí fins entrada la dècada del 1980, i fou repetida als llibres semitècnics sobre dinosaures d'aquell temps.
Antigament, unes vèrtebres amb apòfisis altes trobades a Anglaterra, que pertanyen al Cretaci inferior, foren considerades com molt similars a les de l'acrocantosaure, i el 1988 Gregory S. Paul les descrigué com una segona espècie del gènere, A. altispinax. Aquests ossos foren assignats originalment a Altispinax, un teròpode anglès altrament conegut només a partir de dents, i aquesta assignació dugué com mínim un autor a proposar que Altispinax era un sinònim d'Acrocanthosaurus. Aquestes vèrtebres foren posteriorment assignades al nou gènere Becklespinax, distint tant de l'acrocantosaure com d'Altispinax.
Les anàlisis cladístiques solen situar l'acrocantosaure en una posició basal en relació amb el carcarodontosaure d'Àfrica i el giganotosaure de Sud-amèrica. Neovenator, descobert a Anglaterra, és sovint considerat un carcarodontosàurid encara més basal. Això suggereix que la família s'originà a Europa i després es dispersà vers els continents meridionals, aleshores units en el supercontinent de Gondwana. Si l'acrocantosaure era un carcarodontosàurid, també s'haurien dispersat vers Nord-amèrica. Tots els carcarodontosàurids visqueren entre el Cretaci inferior i el Cretaci mitjà.

## Descobriment i nom

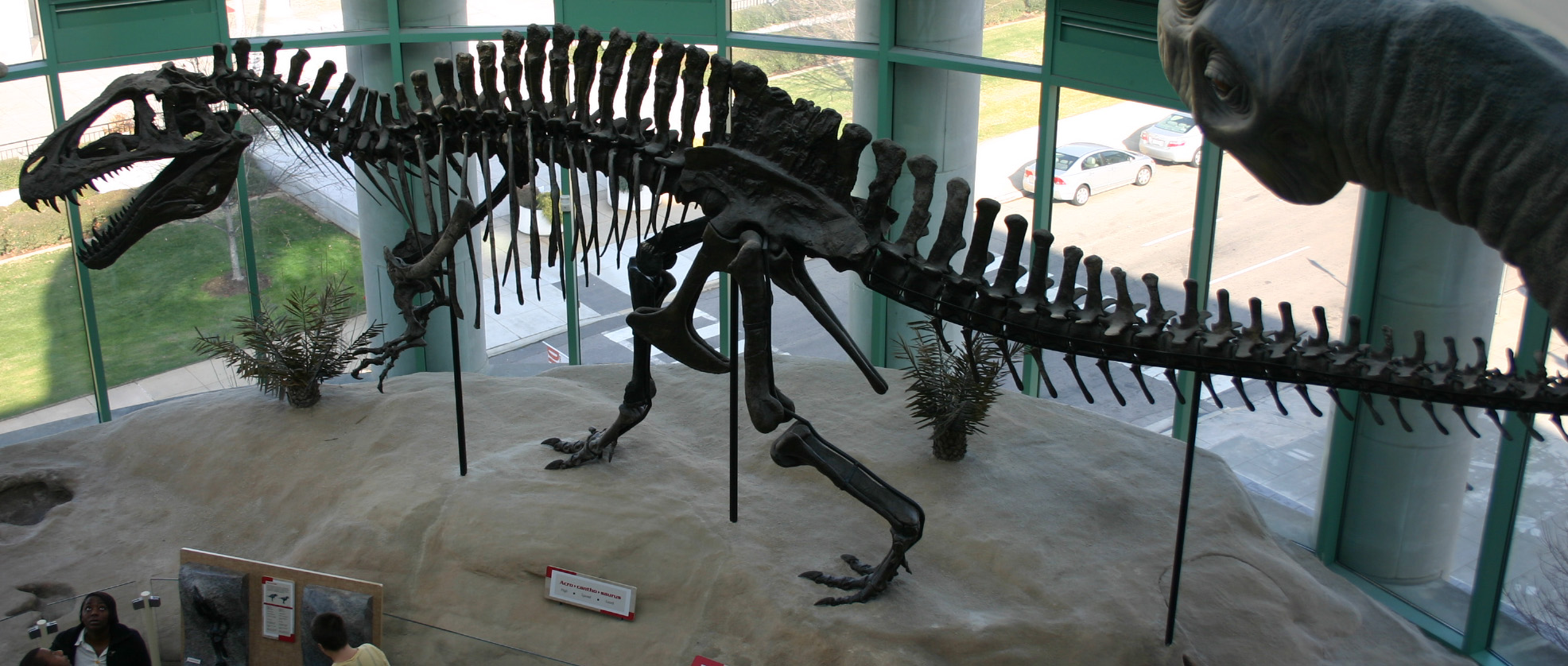
Esquelet d'acrocantosaure muntat (NCSM 14345) al Museu de Ciències Naturals de Carolina del Nord

L'acrocantosaure deu el seu nom a les seves altes apòfisis espinoses, del grec ακρα/akra ("altes"), ακανθα/akantha ("pua" o "espina") i σαυρος/sauros ("llangardaix"). Hi ha una espècie descrita (A. atokensis), que deu el nom al Comtat d'Atoka d'Oklahoma, on es trobaren els exemplars originals. El nom fou encunyat el 1950 pels paleontòlegs estatunidencs J. Willis Stovall i Wann Langston, Jr. Langston, a la seva tesi de màster no publicada del 1947, havia proposat per al gènere i l'espècie el nom Acracanthus atokaensis, però el nom fou canviat a Acrocanthosaurus atokensis per la publicació formal.
L'holotip i el paratip (OMNH 10146 i OMNH 10147), descrits alhora el 1950, consisteixen en dos esquelets parcials i una peça de material cranial de la formació d'Antlers a Oklahoma. A la dècada del 1990 es descrigueren dos exemplars molt més complets. El primer (SMU 74646) és un esquelet parcial, sense una gran part del crani, trobat a la formació de Twin Mountains de Texas, i actualment forma part de la col·lecció del Museu de Ciència i Història de Fort Worth. Un esquelet encara més complet (NCSM 14345, anomenat "Fran") fou trobat a la formació d'Antlers d'Oklahoma per col·leccionistes privats, preparat per l'Institut de Black Hills de Dakota del Sud, i actualment es troba al Museu de Ciències Naturals de Carolina del Nord a Raleigh. Aquest exemplar és el més gros i inclou els únics crani i pota anterior coneguts. Les restes esquelètiques d'OMNH 10147 són de gairebé la mateixa mida que els ossos corresponents d'NCSM 14345, indicant que pertanyien a animals d'aproximadament la mateixa mida, mentre que l'holotip i l'SMU 74646 són significativament més petits.
L'acrocantosaure podria ser conegut també de restes menys completes de fora d'Oklahoma i Texas. Una dent del sud d'Arizona ha estat referida al gènere, i s'han trobat marques de dents corresponents en ossos de sauròpode de la mateixa àrea. Diverses dents de la formació d'Arundel de Maryland han estat descrites com gairebé idèntiques a les de l'acrocantosaure, i podrien representar un parent oriental del gènere. Moltes altres dents i ossos de diverses formacions geològiques de l'oest dels Estats Units també han estat referits a l'acrocantosaure, però la majoria d'ells han estat mal identificats.

## Paleobiologia

### Funcionament de les potes anteriors
Com en la majoria de la resta de teròpodes no aviaris, les potes anteriors de l'acrocantosaure no tocaven a terra i no servien per a la locomoció, sinó que tenien una funció predadora. El descobriment d'una pota anterior completa (NCSM 14345) permeté la primera anàlisi del funcionament i el radi de moviment de la pota anterior de l'acrocantosaure. L'estudi examinà les superfícies òssies que haurien estat articulades amb altres ossos per determinar quan es podien moure les articulacions sense dislocar-se. En moltes de les articulacions, els ossos no encaixaven exactament, indicant la presència d'una quantitat considerable de cartílag a les articulacions, com s'observa en molts arcosaures vivents. Entre altres descobriments, l'estudi suggerí que, en una posició de repòs, les potes anteriors haurien penjat de les espatlles amb l'húmer lleugerament inclinat cap enrere, el colze plegat, i les urpes mirant cap endins.
L'espatlla de l'acrocantosaure era limitada en el seu radi de moviment en comparació amb la dels humans. El braç no podia girar en un cercle complet, però podia retractar-se 109° de la vertical, de manera que de fet l'húmer podia quedar inclinat lleugerament cap amunt. La protracció estava limitada a només 24° de la vertical. El braç no podia assolir una posició vertical quan era adduït, però es podia abduir-se a 9° per sobre l'horitzontal. El moviment del colze també era limitat en comparació amb els humans, amb un radi total de moviment de només 57°. El braç no podia estendre's completament, ni podia flexionar-se gaire, i l'húmer era incapaç fins i tot de formar un angle recte amb l'avantbraç. El radi i el cúbit estaven encaixats de manera que no hi havia cap possibilitat de pronació o supinació com en l'avantbraç dels humans.
Cap dels carps no encaixa precisament amb els altres, suggerint la presència d'una gran quantitat de cartílag al canell, cosa que l'hauria rigidificat. Tots els dits podrien hiperestendre's (torçar-se cap enrere) fins que gairebé tocaven el canell. Quan era flexionat, el dit central convergia vers el primer dit, mentre que el tercer dit es torçava cap endins. El primer dit de la mà presentava l'urpa més grossa, que estava permanentment flexionada de manera que es corbava cap enrere vers el palmell de la mà. L'urpa del mig també podria haver estat permanentment flexionada, mentre que la tercera i més petita era capaç tant de flexionar-se com d'estendre's.
Després de determinar el radi de moviment de les articulacions de la pota posterior, l'estudi feu una hipòtesi sobre els costums depredadors de l'acrocantosaure. Les potes anteriors no podien girar gaire cap endavant, i fins i tot eren incapaces de rascar el coll de l'animal. Per tant, no és gaire versemblant que fossin utilitzades en la captura inicial de la presa, de manera que és probable que l'acrocantosaure comencés utilitzant la boca a l'hora de caçar. D'altra banda, les potes anteriors podien retractar-se vers el cos amb molta força. Un cop la mandíbula havia agafat la presa, és possible que les musculars potes anteriors s'haguessin retractat, aguantant la presa amb força contra el cos i evitant que s'escapés. Quan la presa hauria intentat escapolir-se, només hauria aconseguit quedar més empalada a les urpes permanentment flexionades dels dos primers dits. L'extrema hiperextensibilitat dels dits podria haver estat una adaptació que permetria a l'acrocantosaure aguantar preses combatents sense por que se li disloquessin els dits. Un cop la presa estava atrapada contra el cos, l'acrocantosaure podria haver-la mort amb la mandíbula. Una altra possibilitat és que l'acrocantosaure hagués aguantat la presa a la boca, retractant repetidament les potes anteriors, i obrint grosses ferides amb les urpes.

### Cervell i estructura de l'orella interna

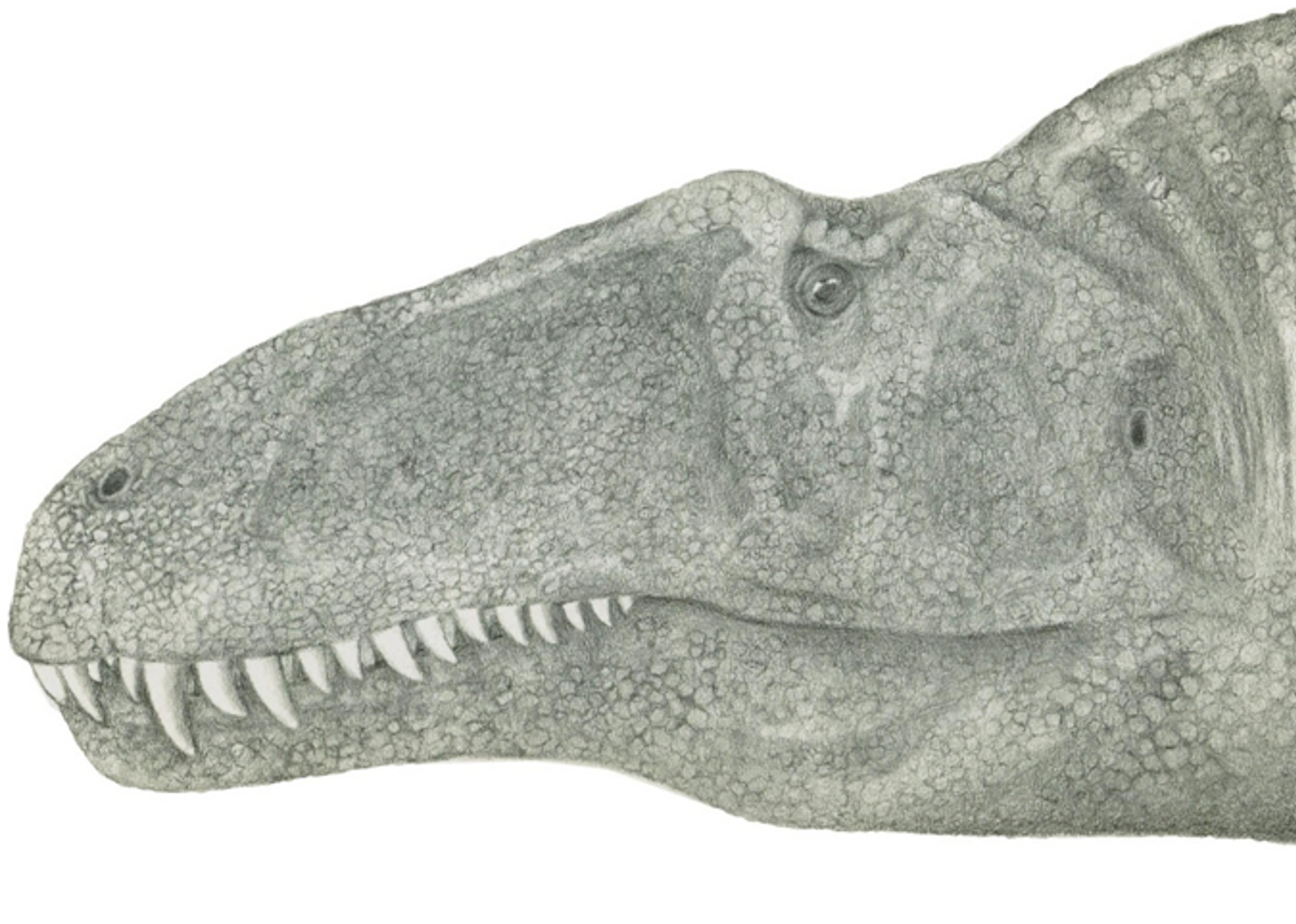
Cap d'un acrocantosaure.

El 2005, els científics reconstruïren una rèplica de la cavitat cranial d'un acrocantosaure, utilitzant la tomografia computada (escaneig CT) per analitzar els espais dins el neurocrani de l'holotip (OMNH 10146). En vida, una gran part d'aquest espai hauria estat ocupat per les meninges i el líquid cefalorraquidi, a més del cervell. Tanmateix, les característiques generals del cervell i els nervis cranials podien ser determinats de la rèplica i comparades a les d'altres teròpodes dels quals s'havien fet rèpliques. Mentre que el cervell és similar al de molts teròpodes, s'assembla particularment al dels al·losauroïdeus. S'assembla més al cervell del carcarodontosaure i del giganotosaure que al de l'al·losaure o Sinraptor, donant suport a la hipòtesi que l'acrocantosaure era un carcarodontosàurid.
El cervell era lleugerament sigmoidal (amb forma de lletra S), sense gaire expansió dels hemisferis cerebrals, més semblant a un cocodril que a un ocell. Això concorda amb el conservadorisme general del cervell dels teròpodes no celurosaures. L'acrocantosaure tenia bulbs olfactius grossos i bulbosos, cosa que indica un bon sentit de l'olfacte. La reconstrucció dels canals semicirculars de l'orella, que controlen l'equilibri, mostra que el cap s'aguantava a un angle de 25° per sota de l'horitzontal. Això fou determinat orientant la rèplica per tal que el canal semicircular lateral quedés paral·lel a terra, com ho sol estar quan un animal està en posició d'alerta.

### Possibles petjades

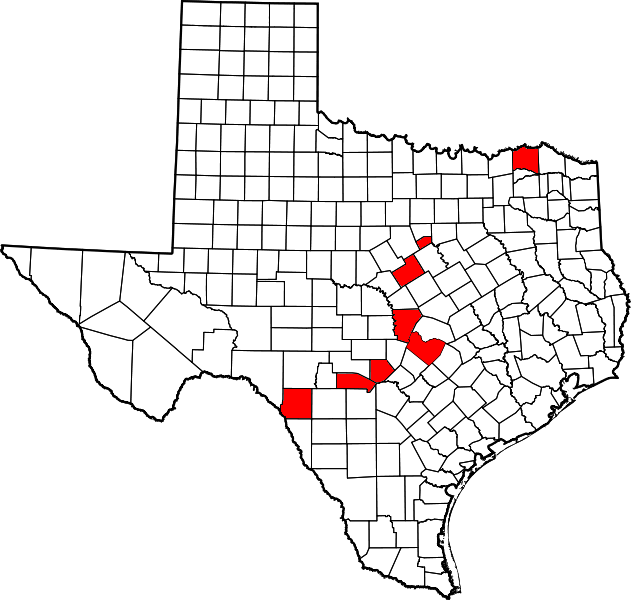
Alguns comtats de Texas en què s'han trobat petjades de teròpodes grosses, a la formació de Glen Rose.

La formació de Glen Rose de Texas central preserva moltes petjades de dinosaure, incloent-hi les de grossos teròpodes tridàctils. La més cèlebre d'aquestes pistes fou descoberta al llarg del riu Paluxy al Parc Estatal de Dinosaur Valley, una part de la qual és actualment exhibida al Museu Americà d'Història Natural de Nova York, tot i que s'han descrit diverses altres pistes en altres punts de l'estat a la literatura. Resulta impossible dir quin animal deixà aquestes petjades, car no s'han trobat ossos fòssils associats a les pistes. Tanmateix, els científics fa temps que consideren que és probable que pertanyin a l'acrocantosaure. Un estudi del 2001 comparà les petjades de Glen Rose als peus de diversos teròpodes grossos, però no pogué assignar-les amb certesa a cap gènere en particular. Tanmateix, l'estudi remarcà que les pistes estaven dins la varietat de mida i de forma que es pot esperar per l'acrocantosaure. Com que la formació de Glen Rose és propera a les formacions d'Antlers i de Twin Mountains tant en situació geogràfica com en edat geològica, i com que el sol teròpode gros conegut d'aquestes formacions és l'acrocantosaure, l'estudi conclogué que l'acrocantosaure era el creador més versemblant d'aquestes pistes.
La cèlebre pista de Glen Rose exhibida a Nova York inclou petjades de teròpodes pertanyents a diversos exemplars que es movien en la mateixa direcció que fins a dotze dinosaures sauròpodes. A vegades, les petjades dels teròpodes es troben a sobre de les dels sauròpodes, cosa que indica que es formaren més tard. Això ha estat presentat com prova que un petit grup d'acrocantosaures estava perseguint un ramat de sauròpodes. Tot i ser interessant i plausible, aquesta hipòtesi és difícil de demostrar i existeixen altres interpretacions. Per exemple, diversos teròpodes solitaris podrien haver passat en la mateixa direcció en diferents moments després del pas dels sauròpodes, creant la il·lusió d'un grup que persegueix la seva presa. El mateix es pot dir del suposat "ramat" de sauròpodes, que també podria haver-se mogut en grup o no. Al punt en què es creua amb el camí d'un dels sauròpodes, a una de les pistes de teròpode li manca una petjada, cosa que s'ha assenyalat com a prova d'un atac. Tanmateix, altres científics posen en dubte la validitat d'aquesta interpretació, car el sauròpode no canvià d'anadura, com s'esperaria si portés un predador gros penjant al flanc.

## Paleoecologia
S'han trobat fòssils pertanyents amb tota certesa a l'acrocantosaure a la formació de Twin Mountains del nord de Texas i la formació d'Antlers del sud d'Oklahoma. Aquestes formacions geològiques no han estat datades radiomètricament, però els científics han utilitzat la bioestratigrafia per estimar-ne l'edat. Basant-se en canvis en els tàxons d'ammonits, el límit entre els estatges Aptià i Albià del Cretaci inferior ha estat situat dins la formació de Glen Rose de Texas, que pot contenir petjades d'acrocantosaure i es troba just a sobre de la formació de Twin Mountains. Això significa que la formació de Twin Mountains es troba completament a l'estatge Aptià, que s'estengué entre fa 125 i 112 milions d'anys. La formació d'Antlers també conté fòssils de Deinonychus i el tenontosaure, dos gèneres de dinosaure també descoberts a la formació de Cloverly de Montana, que ha estat datada radiomètricament als estatges Aptià i Albià, suggerint una edat similar de l'Antlers. Per tant, el més probable és que l'acrocantosaure hagués existit entre fa 125 i 100 milions d'anys.
Durant aquest temps, l'àrea preservada a les formacions de Twin Mountains i Antlers era una gran plana d'inundació que es drenava en un mar interior som. Uns quants milions d'anys més tard, aquest mar s'estendria vers el nord, esdevenint el mar Niobrarà i dividint Nord-amèrica en dues parts durant gairebé tot el Cretaci superior. La formació de Glen Rose representa un ambient costaner, i hi ha possibles petjades d'acrocantoaure preservades en sòls fangosos al llarg de l'antiga línia de costa. Com que l'acrocantosaure era un predador gros, es creu que tenia un territori extens i que vivia en molts ambients diferents de l'àrea. Les seves preses potencials inclouen sauròpodes com el paluxysaure o possiblement fins i tot el colossal Sauroposeidon, així com grossos ornitòpodes com ara el tenontosaure. Un teròpode més petit, Deinonychus, també caçava en aquesta àrea, però amb una longitud de tres metres el més probable és que només fos una competència mínima per l'acrocantosaure.